# 天主教塔林教區
天主教愛沙尼亞宗座署理區 （拉丁語：Administratio Apostolica Estoniensis）是愛沙尼亞一個羅馬天主教宗座署理區，直屬教廷。
範圍包括愛沙尼亞全境，教座位於塔林。2011年有教友5,745人（估轄區人口0.4%）、九個堂區、十五名司鐸。現任宗座署理為菲利普‧若爾丹。
天主教在1227年傳入愛沙尼亞，1561年由於宗教改革，公開彌撒被禁止至1786年。1924年11月1日建立宗座署理區。1942年至1992年，由於蘇聯佔領關係，署理一職懸空。
2024年9月26日，教廷核定愛沙尼亞宗座署理區升格為塔林教區。